# Фріц Румей
Фріц Румей (нім. Fritz Rumey; 3 березня 1891, Кенігсберг, Німецька імперія — 27 вересня 1918, Невіль-Сен-Ремі, Франція) — німецький льотчик-ас, лейтенант Прусської армії. Кавалер ордена Pour le Mérite.

## Біографія
Вступив до лав Прусської армії перед Першою світовою війною, служив у 45-му піхотному полку. Мобілізований з початком війни, він був посланий на Східний фронт і зарахований до 3-го гренадерського полку, де отримав Залізний хрест 2-го класу.
Пізніше Румей перевівся в авіацію, і 5 серпня 1915 року його направили до льотної школи, звідки, отримавши сертифікат пілота, він був розподілений у 219-й льотний дивізіон як спостерігач. На початку 1917 року потрапив на Західний фронт, пройшов підготовку в училищі винищувальної авіації і в травні був направлений в 2-гу винищувальну ескадрилью, але вже 10 червня переведений звідти в 5-ту винищувальну ескадрилью в званні віцефельдфебеля. Румей був двічі поранений (25 серпня і 24 вересня 1917).
Збивши 26 червня 1918 року Sopwith Camel D6630, він здобув перемогу над лейтенантом Едвардом Картером Ітоном із 65-ї ескадрильї, канадським асом із п'ятьма перемогами, який у цьому бою був убитий. 
Загинув у бою 27 вересня 1918 року над Невіль-Сен-Ремі, коли зіткнувся з SE 5а капітана Джорджа Лоусона з 32-ї ескадрильї союзників. Румей вистрибнув зі свого винищувача Fokker D.VII, у якого відлетіло верхнє крило, але парашут не відкрився. Лоусон залишився живим.
Всього за час бойових дій здобув 45 перемог.

## Нагороди
- Залізний хрест 2-го і 1-го класу
- Нагрудний знак військового пілота (Пруссія)
- Хрест «За військові заслуги» (Баварія) 2-го класу з мечами (7 липня 1917)
- Золотий хрест «За військові заслуги» (12 травня 1918) — за 16 перемог.
- Pour le Mérite (10 липня 1918)